# 4006 Sandler
4006 Sandler è un asteroide della fascia principale del diametro medio di circa 16,26 km. Scoperto nel 1972, presenta un'orbita caratterizzata da un semiasse maggiore pari a 2,5160346 UA e da un'eccentricità di 0,1827357, inclinata di 2,38495° rispetto all'eclittica.